# Полюса (группа)
«Полюса» — рок-группа из Санкт-Петербурга, основанная в декабре 1998 года.

## История группы
«Полюса» дебютировали весной 1999 года в клубе «Молоко». В декабре 2000 года записали первую версию своего будущего хита «Поэзия», который попал в сборники Fuzzbox Vol. 12 и Грибоедов Music. Следующие два года Полюса выступали в клубах Санкт-Петербурга и Москвы, набирая популярность. Осенью 2002 года группа приступила к записи альбома, но, в связи со сменой состава, запись растянулась почти на год. Тем не менее, в мае 2003 песня «Поэзия» попала в эфир радио Maximum и в кратчайшие сроки стала народным хитом, сделав Полюса известными на всю страну. У группы началась активная гастрольная деятельность, состоялись выступления на фестивалях «Максидром» и  «Мегахаус», несколько телеэфиров. Дебютный альбом «Поэзия» был презентован в клубе Red 30 октября 2003 года.
В новогоднюю ночь в 2004 году Полюса участвовали в программе Мешанина, или Неголубой огонек, где исполнили полюбившуюся всем «Поэзию» с дуэтом t.A.T.u.. Песня также вошла в одноименный сборник. На протяжении 2004 года группа отметилась на крупных фестивалях MTV Russia Music Awards, Fuzz и Miller Fender Fest. Летом группа приступила к записи акустического альбома «Само собой». К 2007 году группа записывает несколько песен, включая CHOZA music, которая дала название как стилю, в котором играют Полюса, так и названию будущего макси-сингла. В 2010 году вышел третий альбом «Дальше». Через год — сингл «Телефонные разговоры». В 2012 году появился сингл «На спине у кита», предварявший четвертый альбом «Точка невозврата», который вышел в декабре 2012 года.

## Состав группы

### Нынешний состав
- Илья Разин — вокал, гитара
- Дмитрий Павлов — гитара
- Виктор Санков — бас-гитара
- Антон Новиков — барабаны

### Музыканты, участвовавшие в группе
- Денис Дулицкий — клавишные, гитара, вокал
- Михаил Черкасский — клавишные
- Павел Вовк — бас-гитара
- Дмитрий Кунин — бас-гитара
- Дмитрий Бабич — бас-гитара
- Филипп Брусовани — бас-гитара
- Владимир Митючков — бас-гитара
- Игорь Беленко — барабаны
- Даниил Ленц — барабаны
- Алексей Мещеряков — барабаны

Часто группа сотрудничает с различными питерскими музыкантами, например, с Владом Жуковым и Николаем Бичаном.

## Дискография

### Альбомы
- 2003 — «Поэзия»
- 2005 — «Само собой»
- 2010 — «Дальше»
- 2012 — «Точка невозврата»
- 2016 — «Невесомые»

### Синглы
- 2009 — Choza Music (17.09.2009)
- 2011 — «Телефонные разговоры» (11.12.2011)
- 2012 — «На спине у кита»
- 2013 — «Танцы войны» (14.05.2013)
- 2013 — «Белая музыка» (21.06.2013)
- 2013 — «Откровение фей» (17.10.2013)
- 2015 — «Ты нравишься мне»[1] (08.05.2015)
- 2017 — «Сиреневый дождь» (28.06.2017)

### Видеоклипы
- 2002 — «Поэзия» (реж. Ян Кравцов, худ. Ирина Удовенко (ранее Симеониди))
- 2002 — «Крылатые качели» (реж. Ян Кравцов)
- 2006 — «Между нами»
- 2006 — «Киборг едет в Выборг» (реж. Артём Степанов)
- 2011 — «Телефонные разговоры» (реж. Илья Разин)
- 2010 — «Гетеродин»
- 2012 — «На батареях солнечных» (реж. Павел Евлахов)
- 2012 — «Делай меня живым» (реж. Влад Жуков)
- 2013 — «Белая музыка»
- 2014 — «Сиреневый дождь»
- 2015 — «Кино» (реж. GIant production)